# Hirsch (Saskatchewan)
Hirsch ist eine Weiler (Hamlet) in der kanadischen Provinz Saskatchewan und liegt ca. 20 Meilen östlich der Stadt Estevan.

## Geschichte
Hirsch (574 m über dem Meeresspiegel gelegen) ist im Mai 1892 von jüdischen Siedlern im Rahmen der Aktivitäten der Baron Maurice-de-Hirsch-Stiftung und von der Jewish Colonization Association (JCA) gegründet worden. Es war die erste Siedlung der JCA (weitere folgten unter anderem in Argentinien) und wurde nach dem Gründer der Stiftung benannt, einem der wichtigsten jüdischen Philanthropen des 19. Jahrhunderts.
Während der Krise in den 1930er-Jahren („Dust-Bowl“-Dürrekatastrophe in den Präriegebieten des Mittleren Westens Nordamerikas) verließen die meisten jüdischen Familien den Ort und zogen nach Winnipeg.
Der Ort ist vor allem bekannt durch die Autobiografie von Mrs. Zellickson (auch: Zelickson), Vorname unbekannt, eingewandert 1891, die 1925 ausführlich über das Leben in der Prärie schrieb und vor allem über die Rolle von Frauen darin. Die Zeitschrift Nor'-West Farmer hatte eine solche breite Diskussion zu Frauen in der Prärie angestoßen.

## Notizen
1. ↑  Zellickson im Jewish Women’s Archive JWA